# Elliott Gould
Elliott Goldstein (Brooklyn, New York, 1938. augusztus 29. –) amerikai színész.

## Élete és pályafutása
1938. augusztus 29-én született Bernard Goldstein és Lucille Raver gyermekeként. Főiskolai tanulmányait a Columbia Egyetemen végezte.
Karrierje kezdetén liftesfiú, majd porszívóügynök volt. Ezután Barbra Streisand menedzsere lett. 1957–től a Broadway-n játszott. 1960-ban az Irma, te édes című filmben szerepelt, valamint Liza Minnellivel turnézott. Emlékezetes alakításai voltak a MASH (1970) és A hosszú búcsú (1973) című filmekben. 
A következő évtizedekben már kevésbé jelentős filmszerepeket kapott. Feltűnt a Jóbarátok című népszerű sitcomban is, ahol a főszereplő testvérpár Monica és Ross Geller apját, Jack Gellert alakította. Az Agatha Christie: Poirot cím űsorozat A titokzatos Kék Vonat című epizódjában is szerepelt.

## Magánélete
1963–1971 között Barbra Streisand színésznővel élt együtt. 1973–1975 között illetve 1978-1979 között Jennifer Bogarttal volt házas.

## Filmjei
- Gyorsan házasodjunk (1964)
- Vallomások (1964)
- Azon az éjszakán, amikor razzia volt Minskynél (1968)
- Bob és Carol és Ted és Aliz (1969)
- Egyenesbe jutni (1970)
- Szeretem a feleségem (1970)
- Mozgás (1970)
- M. A. S. H. (1970)
- Érintés (1971)
- Kis gyilkosok (1971)
- A kikészített (1972)
- A hosszú búcsú (1973)
- Kaliforniai pókerparti (1974)
- Nashville (1974)
- Kémek (1974)
- Kicsoda? (1974)
- Fuvallatok (1975)
- Boldogító igen...vagy nem?! (1976)
- Harry és Walter New Yorkban (1976)
- A híd túl messze van (1977)
- Matilda (1978)
- Földi űrutazás (1978)
- Csendestárs (1978)
- Londoni randevú (1979)
- Műgyűjtők és kalandorok előnyben (1979)
- A Muppet mozi (1979)
- Árulás (1980)
- Utolsó repülés Noé bárkáján (1980)
- Pokolba veled (1981)
- A házasság szabályai (1982)
- Át a Brooklyn-hídon (1984)
- A Muppetek meghódítják Manhattant (1984)
- Meztelen arc (1985)
- Fonákul (1986)
- A dzsóker (1986)
- Köd előtte, köd utána (1986)
- Veszélyes szerelem (1988)
- A telefon (1988)
- Újra szerelembe esve (1988)
- Éjszakai látogató (1989)
- Romero (1989)
- Csodálatos életem (1989)
- Titkos botrány (1990)
- A citrom nővérek (1990)
- Bugsy (1991)
- A halott nem hal meg (1991)
- A játékos (1991)
- Esős, tomboló nyár (1993)
- A fiú, akit Gyűlöletnek hívtak (1994)
- A veszélyes (1994)
- Vérző szívek (1994)
- Angyali érintés (1995)
- Seggünkön az élet (1995)
- Let It Be Me (1995)
- Cover Me (1996)
- Sanghaj 1937 (1996)
- Johns (1996)
- Tábori sztorik (1996)
- Iparváros (1997)
- Ragyogás (1997)
- Michael Kael Katangában (1997)
- Avocado Seed (1998)
- Getting Personal (1998)
- The Big Hit (1998)
- Amerikai história X (1998)
- Caminho dos Sonhos (1999)
- Mona Lisa mosolya (2000)
- Picking Up the Pieces (2000)
- Boys Life 3 (2000)
- Ocean's Eleven – Tripla vagy semmi (2001)
- The Experience Box (2001)
- Határvillongások (2002)
- Baby Bob (2002)
- Buddha nyomában (2004)
- A Tízparancsolat (2007)
- A hívó (2008)